# Transport ferroviaire à Monaco
Plan
Le transport ferroviaire à Monaco est constitué d'une ligne de 1,7 km traversant la principauté. Il s'agit en fait de la ligne Marseille - Vintimille, appartenant à SNCF Réseau.

## Histoire

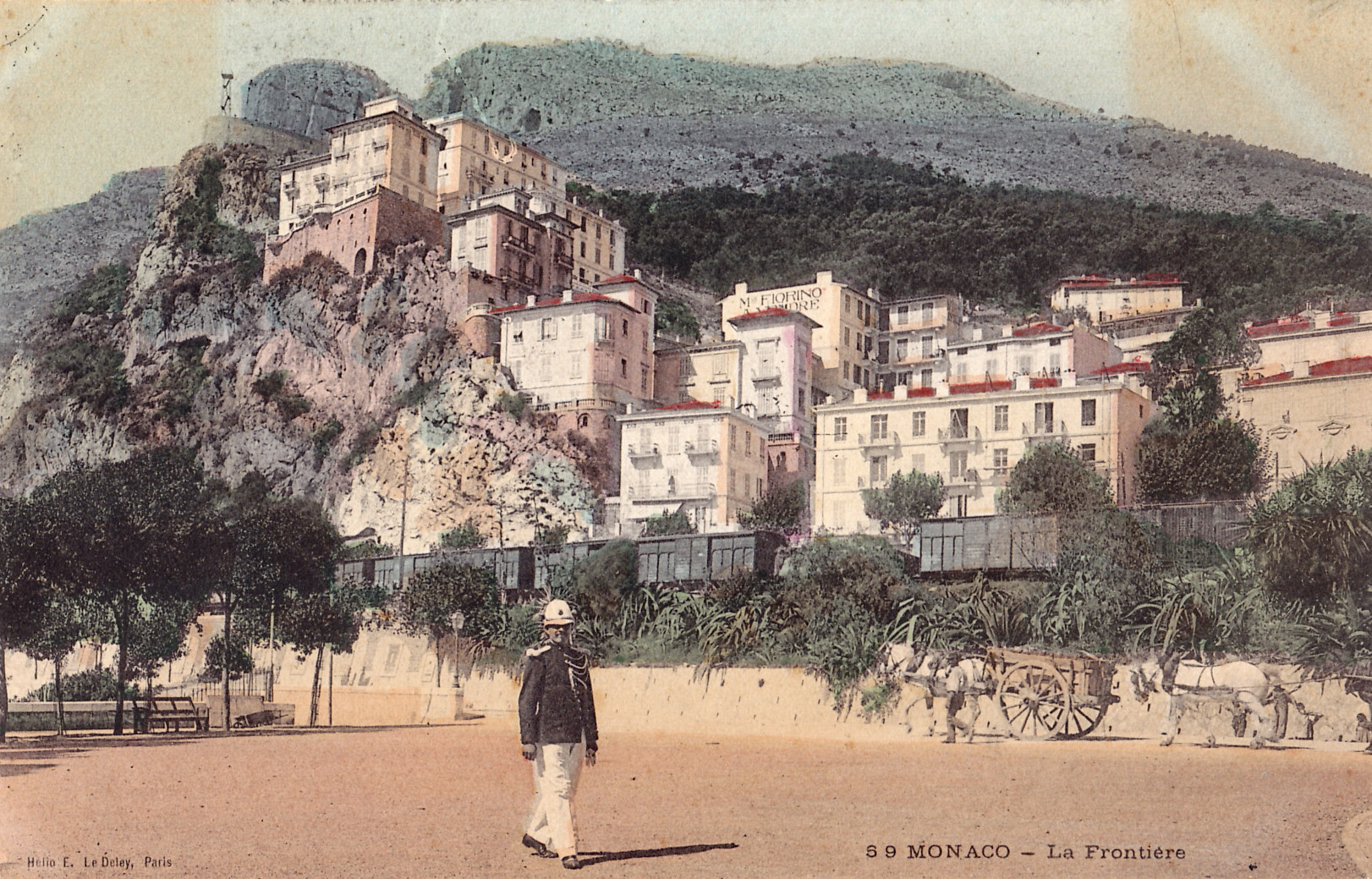
La ligne au début du XX, avant son enfouissement.

La ligne à double voie, qui relie Nice à Vintimille (Italie) en traversant la Principauté, a été ouverte en 1868, et comportait deux gares, Monaco et Monte-Carlo. Elle a été mise en souterrain en deux étapes : la première en 1958, avec un tunnel de 3500 mètres essentiellement en territoire français, a fait disparaître la gare de Monte-Carlo, la seconde en 1999, avec un second tunnel de 3 km de long raccordé au précédent, a permis la mise en service de la nouvelle gare souterraine de Monaco/Monte-Carlo.
En vue d’améliorer la desserte de la principauté pour les travailleurs transfrontaliers, la principauté de Monaco a acheté à la société Alstom cinq rames TER de type TER 2N NG pour 50 millions d'euros, dont la première rame fut inaugurée et mise en service le 19 septembre 2008. Ces rames ont été mises à disposition de la SNCF et sont conduites par des agents de la SNCF.
Dans le futur, même si l’exploitation de la ligne est encore concédée à la SNCF, la libéralisation des transports ferroviaires en France permet d’envisager une exploitation partiellement privée et libérée de l’opérateur historique français - du moins pour le matériel acheté par la principauté. Cette hypothèse a été clairement évoquée par le ministre d’État Jean-Paul Proust, lors des problèmes d’exploitation subis par Monaco en raison de la grève des agents SNCF de la région Provence-Alpes-Côte d'Azur.

## Opérateurs
La principauté ne disposant d'aucune compagnie nationale, la desserte est assurée par SNCF Voyageurs via les services du TER Provence-Alpes-Côte d'Azur.
Depuis 2020, il n'existe plus de trains internationaux desservent la gare :
- TGV vers Paris : l'aller-retour direct quotidien a vu sa desserte interrompue en décembre 2021[6].
- Le Riviera Express (inauguré en septembre 2010) avec voitures-lits russes directes vers Vienne et Moscou, est suspendu depuis 2020.